# کوسکوس خرسی

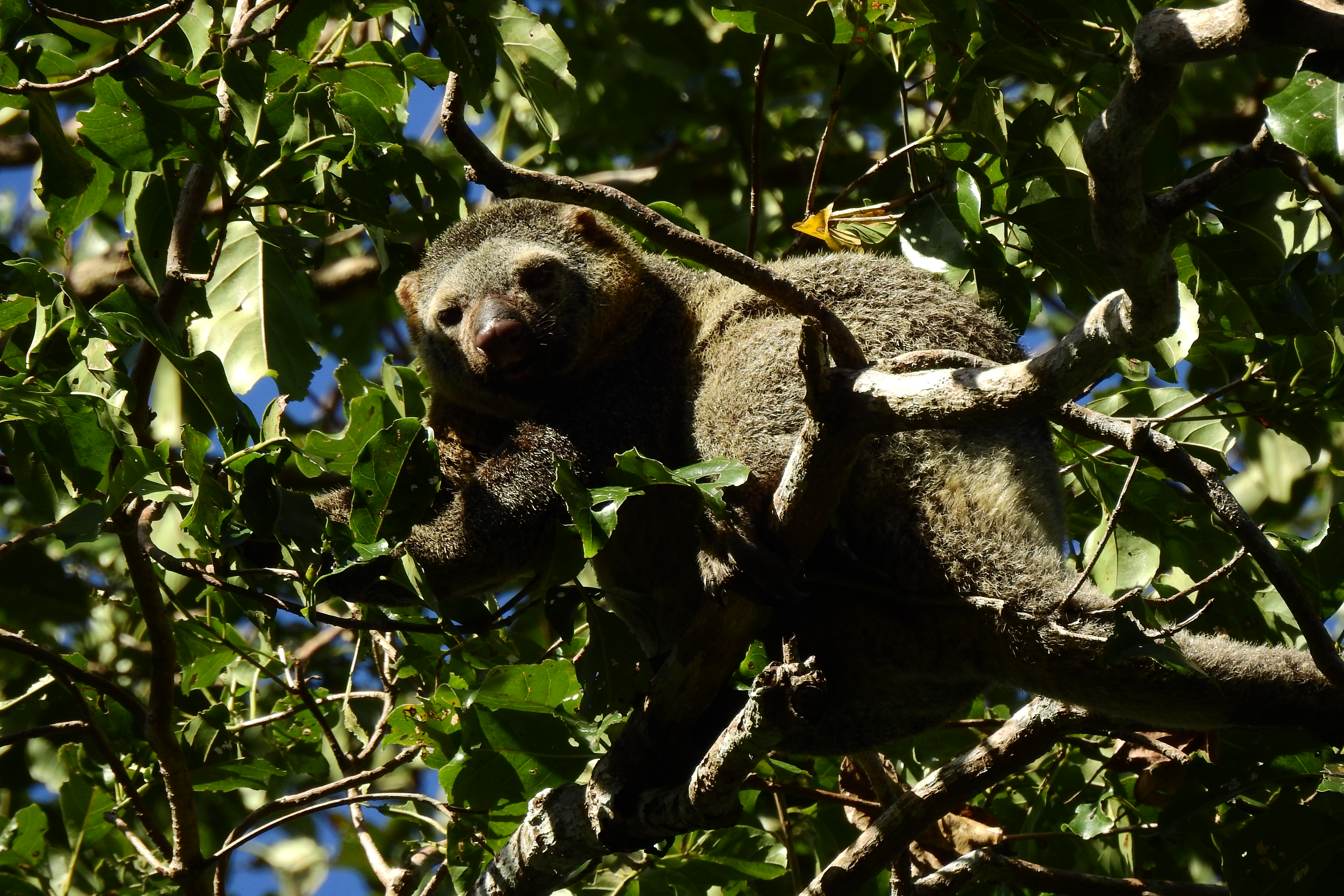
کوسکوس خرسی

کوسکوس خرسی (نام علمی: Ailurops) نام یک سرده از تیره درخت‌نوردان کیسه‌دار است.